# Golden Horseshoe

Karte des Golden Horseshoe
Rot: Das eigentliche Golden Horseshoe
Grün: Greater Golden Horseshoe

Golden Horseshoe (Goldenes Hufeisen) ist eine dicht besiedelte und industrialisierte Region bzw. Metropolregion rund um das westliche Ende des Ontariosees in der kanadischen Provinz Ontario. Große Teile sind auch Teil des Québec-Windsor-Korridors. Die Einwohnerzahl von rund 8,1 Millionen entspricht etwa 25 % der Bevölkerung Kanadas und 65 % der Bevölkerung Ontarios, womit das Golden Horseshoe zu den am dichtesten besiedelten Regionen Nordamerikas gehört. Der innere und am dichtesten bevölkerte Bereich des Golden Horseshoe bildet die Greater Toronto Area.
Die Region erstreckt sich von den Niagarafällen am östlichen Ende der Niagara-Halbinsel westwärts nach Hamilton und danach nordostwärts über Toronto nach Oshawa. Nach Westen erstreckt sich die Region bis nach Kitchener und Waterloo, nach Norden bis nach Barrie. Die Fläche des Golden Horseshoe beträgt rund 33.500 km². Davon gehören 7.300 km² zu einem Grüngürtel in den Hügelzügen der Niagara-Schichtstufe und der Oak Ridges-Moräne.
Der Begriff „Golden Horseshoe“ fiel erstmals in einer Rede von Herbert H. Rogge, dem Vorsitzenden von Westinghouse, die er am 12. Januar 1954 vor der Handelskammer von Hamilton hielt. In der Folge wurde dieser Begriff als geographische Bezeichnung verwendet. Doch erst 2004 erhielt er einen quasi-offiziellen Status, als das Ministerium für Infrastrukturerneuerung der Provinz Ontario einen Wachstumsbericht veröffentlichte. Darin ist vom „Greater Golden Horseshoe“ (GGH) die Rede, der neben dem unmittelbaren Ufergebiet mehrere angrenzende Bezirke umfasst.

## Großstädte im Greater Golden Horseshoe
- Brampton
- Burlington
- Cambridge
- Guelph
- Hamilton
- Kitchener
- London
- Markham
- Mississauga
- Oakville
- Oshawa
- St. Catharines
- Toronto
- Waterloo